# معجون زمان ۲
معجون زمان ۲ (به انگلیسی: The Visitors II: The Corridors of Time) یک فیلم فانتزی کمدی محصول سال ۱۹۹۸ سینمای فرانسه به کارگردانی ژان-ماری پواره با بازی ژان رنو و کریستیان کلاویه است که دنباله فیلم معجون زمان می‌باشد.
این فیلم به‌طور کلی با نقدهای متفاوتی منتشر شد. از جمله عواملی که در ناامیدی تماشاگران فرانسوی نقش دارد می‌توان به تغییر برخی از بازیگران و تبلیغات برندهای مختلف در فیلم اشاره کرد. با وجود این، رکورد روز افتتاحیه در فرانسه را به نام خود ثبت کرد و بیش از ۲٫۵ میلیون دلار از ۵۵۰ صفحه نمایش و ۴۲۷٫۲۹۱ ورودی به دست آورد و همچنین با ۲٫۶۶۵٫۹۱۶ پذیرش در هفته افتتاحیه خود رکوردی را به نام خود ثبت کرد. این فیلم بیش از هشت میلیون بلیت در فرانسه فروخت و دومین فیلم پرفروش فرانسوی در باکس آفیس فرانسه در سال ۱۹۹۸ پس از فیلم بازی شام بود.

## خلاصه داستان
شوالیه گادفری باید از سال ۱۰۲۳ دوباره به زمان ما بازگردد تا جواهراتی که نوکرش دزدیده را به قرن بیستم بازگرداند…